# اندیس آنومالی آی قلعه سی
آنومالی آی قلعه سی یک اندیس چندفلزی است که در حوالی شهر تکاب استان کردستان قرار دارد و مادهٔ معدنی موجود در آن، طلا است.سنگ میزبان این اندیس ماسه سنگ، مارن، آهک، کنگلومرا و گرانیت است و دیرینگی آن به دوران الیگوسن می‌رسد. در این اندیس، پاراژنز‌های مس، باریت، ارپیمان، منیتیت و طلا یافت می‌شوند.